# Jonge Jury
De Jonge Jury is een Nederlands leesbevorderingsproject van Stichting Lezen, uitgevoerd door Passionate Bulkboek. Jongeren van 12 tot 16 jaar lezen tussen september en mei oorspronkelijk Nederlandstalige jeugdliteratuur uit het jaar voordien. De boekenlijst (groslijst) wordt samengesteld door het Jonge Jury Boekgenootschap. Iedere leerling die, individueel of in klassenverband, stemt op zijn of haar favoriete titels, is automatisch lid van de Jonge Jury. De drie boeken die de meeste stemmen ontvangen, worden genomineerd voor de Prijs van de Jonge Jury.
De Jonge Jury wil jongeren stimuleren jeugdboeken te lezen en hier zelf een mening over te vormen. Anders dan bijvoorbeeld de Gouden Griffel en aanverwante prijzen voor kinderliteratuur, wordt het winnende boek gekozen door de jeugdige lezer zelf en niet door een vakjury. Tot en met 1997 werd de Prijs van de Jonge Jury toegekend onder de naam Prijs van de Nederlandse Kinderjury (13-16 jaar). Sinds 2004 wordt naast de Prijs van de Jonge Jury ook de Debuutprijs van de Jonge Jury uitgereikt aan de debutant die dat jaar de meeste stemmen heeft gekregen.

## Lestips
Vanaf 2025 worden de Lestips van de Jonge Jury samengesteld door een commissie van jeugdboekenexperts. De vijftien Lestips voor 2026, waarbij lesmateriaal wordt ontwikkeld, zijn geselecteerd op diversiteit in genre, leesniveau en thematiek.

## Winnaars Prijs van de Jonge Jury
- 1998: Carry Slee voor Spijt![3]
- 1999: Carry Slee voor Pijnstillers[3]
- 2001: Carry Slee voor Kappen![3]
- 2002: J.K. Rowling voor Harry Potter en de Geheime Kamer
- 2000: Carry Slee voor Afblijven
- 2003: Carry Slee voor Paniek
- 2004: Francine Oomen voor Hoe overleef ik mezelf?
- 2005: Francine Oomen voor Hoe overleef ik een gebroken hart?
- 2006: Francine Oomen voor Hoe overleef ik met/zonder jou
- 2007: Maren Stoffels voor Dreadlocks & Lippenstift
- 2008: Caja Cazemier voor Vamp
- 2009: Maren Stoffels voor Sproetenliefde
- 2010: Francine Oomen voor Hoe overleef ik mijn vriendje (en hij mij!)?
- 2011; Francine Oomen voor Hoe overleef ik (zonder) dromen?
- 2012: Mel Wallis de Vries voor Vals[4][5]
- 2013: Rob Ruggenberg voor IJsbarbaar[1]
- 2014: Mel Wallis de Vries voor Klem[4][5]
- 2015: Mel Wallis de Vries voor Wreed[5]
- 2016: Mel Wallis de Vries voor Shock[5]
- 2017: Mel Wallis de Vries voor Schuld[5]
- 2018: Mel Wallis de Vries voor Pijn[5]
- 2019: Mel Wallis de Vries voor Wild
- 2020: Buddy Tegenbosch voor Match
- 2021: Margje Woodrow voor Fake trip
- 2022: Chinouk Thijssen voor Gegijzeld
- 2023: Cis Meijer voor Game on
- 2024: Buddy Tegenbosch voor Jimi Fender Johnson

## Debuutprijs
- 2004: Rom Molemaker voor De eerste steen
- 2005: Elle van den Bogaart voor De gele scooter
- 2006: Anne West voor De aardmagiër
- 2007: Maren Stoffels voor Dreadlocks & Lippenstift
- 2008: Loes Hazelaar voor Een overdosis liefs
- 2009: Khalid Boudou voor Pizzamaffia
- 2010: Manon Sikkel voor Is liefde besmettelijk? Door IzzyLove
- 2011: Door van der Wiele voor Een bewijs van liefde
- 2012: Ingrid Kluvers voor Droomtuin
- 2013: Enne Koens voor Vogel
- 2014: Natasza Tardio voor Moordvrienden
- 2015: Emiel de Wild voor Broergeheim
- 2016: Hilda Spruit voor Geestverwanten
- 2017: Anouk Saleming voor Paradise Now
- 2018: Mirjam Hildebrand voor Voorlopers
- 2019: Nadine Swagerman voor Eén waarheid
- 2020: Astrid Boonstoppel voor Dit is hoe het ging
- 2021: Lisa van Campenhout voor Bijna echt
- 2022: Elin Meijnen voor De tweede stem
- 2023: Lysander Mazee voor Wolventijd
- 2024: Chris Hoksbergen voor Al het kwade komt in tweeën